# Nerita funiculata
Nerita funiculata is een slakkensoort uit de familie van de Neritidae. De wetenschappelijke naam van de soort is voor het eerst geldig gepubliceerd in 1851 door Karl Theodor Menke.